# エレクトラコンプレックス
エレクトラコンプレックス（ドイツ語: Elektrakomplex、 英語: Electra complex）は女児のエディプスコンプレックスを指し、ユングによって提唱された名称。コンプレックスを日本語訳し、エレクトラ複合と呼ぶこともある。

## 概要
エレクトラコンプレックスはエディプスコンプレックスの女児の場合を言い、女児が父親に対して強い独占欲的な愛情を抱き、母親に対して強い対抗意識を燃やす状態を指す。
この理論に見られる近親相姦的欲望をユングは、ギリシア悲劇の一つ『エレクトラ』（エレクトラ女王）になぞらえ、エレクトラコンプレックスと呼び始めた。『エレクトラ』は、父王を殺した母に復讐するために、弟オレステースを誘惑する。英雄的な父アガメムノーンの暗い運命についての思い出は、死ぬまでエレクトラが結婚することを妨げ続けた。
ちなみにエディプスコンプレックスの提唱者であるフロイトは、エレクトラコンプレックスの概念と名称を不要のものと否定している。そのためフロイト派では女児も「エディプスコンプレックス」という名称を使う。